# 歐洲通信衛星公司
歐洲通信衛星公司（英語：Eutelsat S.A.），1977年成立，總部設於法國巴黎，是擁有36個通信衛星的營運商，以收入計算在同類公司全球排名第三大，其服務覆蓋歐洲、中東、非洲、亞洲和美洲，為將近7,000個電視台提供廣播，亦為各大電訊公司提供移動通信、互聯網骨干連接等服務。

## 外部連結
- 官方网站